# Thorbjørn Egner
Thorbjørn Egner (12. december 1912 – 24. december 1990) var en norsk tegner, forfatter, visedigter og komponist. Han har skrevet både for voksne og for børn, men er mest kendt for sine børnebøger.
Thorbjørn Egner har skrevet historierne om Karius og Baktus, Klatremus og de andre dyr i Hakkebakkeskoven og Folk og røvere i Kardemomme by. Hans børnefortællinger er for længst blevet klassikere for flere generationer, og hans mest populære bøger er udkommet i oversættelse i mere end 20 lande. I 2017 havde filmen Dyrene i Hakkebakkeskoven premiere.

## Udgivelser

### Bøger
- Gamle hus i Vågå (1943)
- Gamle hus i Rauland (1945)

### Børnebøger
- Barneboka, (1940, med Sigurd Winsnes)
- Malermester Klattiklatt dypper kosten - og tar fatt (1940)
- Truls og Kari: en liten bok for store og små (1941)
- Truls og Kari kommer til den store byen (1942)
- Ola-Ola som alle dyra var så glad i (1942)
- Småfolk (1942)
- Jumbo som dro ut i verden (1943)
- Klattiklatt i hjemmefronten (1945)
- Hesten, kua og de andre (1945)
- Da Per var ku (1946)
- Karius og Baktus (1949)
- Tretten viser fra barnetimen (songbook, 1951)
- Nye viser fra barnetimen (songbook, 1952)
- Klatremus og de andre dyr i Hakkebakkeskoven (1953)
- Folk og røvere i Kardemomme by (1955)
- Tommy og elefanten (1958)
- 4 Verden er stor (1972)

### Diskografi
- 1955 – Kardemommeviser
- 1955 – Doktor Dyregod
- 1957 – Karius og Baktus
- 1957 – Egner-viser
- 1957 – Kardemommefesten
- 1957 – Kasper og Jesper og Jonatan
- 1966 – Klatremus og de andre dyrene i Hakkebakkeskogen
- 1970 – Karius og Baktus
- 1970 – Kardemommubærinn
- 1973 – Kardemommefesten
- 1973 – Verkstæði jólasveinanna
- 1974–76 – Ole Brumm og vennene hans (tre plater), med Yukon Gjelseth
- 1974 – Nora i Egnerland, med Nora Brockstedt
- 1975 – Folk og røvere i Kardemomme by
- 1982 – De seksten beste Egnerviser – Pluss Karius og Baktus
- 1993 – Musikantene kommer til byen
- 1997 – Gode gamle Egnerviser
- 2002 – Thorbjørn Egners viser fra Barnetimen
- 2005 – Tommy og Elefanten – Karius & Baktus – Ole Jakop på bytur – Da Per var ku
- 2012 – Muntre musikanter – Karius & Baktus møter Dyrene i Afrika
- 2012 – Vi har den ære – en hyllest til Thorbjørn Egner